# Maciej Bortniczuk
Maciej Bortniczuk (Białystok, 2001. szeptember 6. –) lengyel labdarúgó, a Jagiellonia Białystok csatárja.

## Pályafutása
Bortniczuk a lengyelországi Białystok városában született. Az ifjúsági pályafutását a helyi Jagiellonia Białystok akadémiájánál kezdte.
2018-ban mutatkozott be a Jagiellonia Białystok első osztályban szereplő felnőtt keretében. 2019-ben a Olimpia Zambrów, míg a 2021–22-es szezonban a Korona Kielce és a Pogoń Grodzisk csapatát erősítette kölcsönben. Először a 2020. augusztus 24-ei, Wisła Kraków ellen 1–1-es döntetlennel zárult mérkőzés 84. percében, Jakov Puljić cseréjeként lépett pályára. Első ligagólját 2022. szeptember 4-én, a Zagłębie Lubin ellen idegenben 1–1-es döntetlennel végződő találkozón szerezte meg.

## Statisztikák
2022. szeptember 4. szerint
| Klub                        | Szezon   | Osztály     | Bajnokság | Bajnokság | Kupa és Ligakupa | Kupa és Ligakupa | Nemzetközi | Nemzetközi | Összesen | Összesen |
| Klub                        | Szezon   | Osztály     | Meccs     | Gól       | Meccs            | Gól              | Meccs      | Gól        | Meccs    | Gól      |
| --------------------------- | -------- | ----------- | --------- | --------- | ---------------- | ---------------- | ---------- | ---------- | -------- | -------- |
| Jagiellonia Białystok       | 2020–21  | Ekstraklasa | 11        | 0         | 0                | 0                | —          | —          | 11       | 0        |
| Jagiellonia Białystok       | 2022–23  | Ekstraklasa | 1         | 1         | 1                | 1                | —          | —          | 2        | 2        |
| Jagiellonia Białystok       | Összesen | Összesen    | 12        | 1         | 1                | 1                | 0          | 0          | 13       | 2        |
| Korona Kielce (kölcsönben)  | 2021–22  | I Liga      | 2         | 0         | 1                | 0                | —          | —          | 3        | 0        |
| Pogoń Grodzisk (kölcsönben) | 2021–22  | II Liga     | 11        | 2         | 0                | 0                | —          | —          | 11       | 2        |
| Összesen                    | Összesen | Összesen    | 25        | 3         | 2                | 1                | 0          | 0          | 27       | 4        |